# Paola Formica
Paola Formica (Milano, ...) è un'illustratrice italiana.

## Biografia
Paola Formica dopo il diploma di Maestro d'Arte e la Maturità Artistica ha frequentato il corso di Scultura di Giancarlo Marchese all'Accademia di Belle Arti di Brera. Si è specializzata in Incisione e Illustrazione alla Scuola d'Arte Applicata del Castello Sforzesco. Ha pubblicato libri di narrativa, di scolastica per la scuola primaria e secondaria, illustrazioni per periodici mensili e settimanali, sia per bambini che per adulti, e per quotidiani. Ha collaborato con il settimanale per ragazzi “Il Giornalino” Edizioni San Paolo dal 1999 al 2013; dal 2012 illustra per il Corriere della Sera e Corriere Salute. Dal 2008 è docente di “Illustrazione della fiaba” presso la Scuola del Fumetto di via Pordenone, a Milano.

## Mostre
- Silent Book, Galleria Credito Valtellinese Palazzo delle Stelline, Milano 3 ottobre-1º novembre 2014
- Silent Book, Comune di Montereggio di Mulazzo, settembre 2014[4]
- “Disegni al sole”, Galleria della Crocetta, Celle Ligure, 2008[5] 2009, 2011,
- Principesse, Imperatori e Mandarini. La Turandot di Puccini, “Lucca Junior”, Lucca 2008[6]
- Diritti a colori, Malagutti Onlus, Mantova, 2008, 2010[7]

## Riconoscimenti
- Selezionata per Annual 2017 Autori Immagini, premio Argento categoria infanzia<ref>https://web.archive.org/web/20171214183818/http://www.autoridimmagini.it/premiazione-annual-2017/</ref>
- Selezionata per l'Annual 2015 dell'Associazione illustratori[8]
- Finalista a International Silent Book Contest, 2014[9]
- Selezionata per l'Annual 2013 dell'Associazione illustratori[8]
- Premio speciale 1º Concorso Internazionale d'Illustrazione Museo Luzzati, Genova 2013

## Pubblicazioni per l'infanzia
- "Cuore di tigre", Carthusia Edizioni 2015, Milano<ref>http://www.carthusiaedizioni.it/libri/progetti-speciali/387/cuore-di-tigre[https://web.archive.org/web/20171214183818/http://www.autoridimmagini.it/premiazione-annual-2017/[collegamento interrotto] </ref>]
- "Orizzonti"[10][11], Carthusia Edizioni 2015, Milano
- "I papà sono supereroi", F. Mascheroni, Il Ciliegio Edizioni, 2015, Lurago d'Erba (Co)
- "Le mamme sono magiche ", F. Mascheroni, Il Ciliegio Edizioni, 2014, Lurago d'Erba (Co)
- "Un albero di storie", S. Bonariva, Kaba Edizioni 2011, Trivolzio (PV)
- Il primo Atlante del mondo, La Feltrinelli, Milano[12]
- “I segreti dell'Aurora”, D. Castegnaro, Albatros Edizioni 2010 - Milano ISBN 88-567-2569-X
- “20 zampe & co”, P. Gentile, Ed. Scuola del Fumetto 2009 - Milano
- “Detective a 4 zampe”, P. Gentile, Ed. Scuola del Fumetto 2008 - Milano
- “Storie di capricci”, L. Cima, Ed. De Agostini 2006 - Novara[13]
- “Giramondo, il mio primo atlante”, De Agostini 2006- Novara[14]
- “La torta in cielo”, Gianni Rodari, Ed. San Paolo/EL 2003 - San Dorligo della Valle (Trieste)[15]
- “C'era due volte il barone Lamberto” G. Rodari, San Paolo/EL 2004 - Trieste
- “Non sono trasparente”, L. Cima, Edizioni Paoline 2005 –Milano[16]
- “Clotilde in bicicletta”, B. Mondadori 2000- Milano[17]
- “La pizza magica”, B. Mondadori 1998 - Milano
- “Nonno tricheco”, B. Mondadori 1998 - Milano
- “Gaio furbo fioraio”, L. Cima, De Agostini 1997 - Novara
- “Vittore magico dottore”, L.Cima, De Agostini 1997 - Novara
- “Clemente meccanico paziente”, L.Cima, De Agostini 1997 - Novara
- “Mario pasticciere straordinario”, L.Cima, DeAgostini1997 - Novara
- “Pinocchio”, Collodi, La mia prima biblioteca, Editalia 1996 - Roma
- “Alice nel paese delle meraviglie”, ”Alice allo specchio”, Carrol, La mia prima biblioteca, Editalia 1996- Roma
- “Il mago di Oz”, Baum, La mia prima biblioteca, Editalia 1996 - Roma
- “I viaggi di Gulliver”, Swift, La mia prima biblioteca, Editalia 1996- Roma
- Collana “I racconti di Paff”, WWF 1990 - Milano

## Pubblicazioni varie
- Collana “Coloring”, San Paolo
- “Il grande libro puzzle di Natale”, De Agostini
- “Giocacittà: miniguida di Roma”, M. Lissoni, De Agostini
- “Giocacittà: miniguida di Siena”, M. Lissoni, De Agostini
- “La mia famiglia è un albero”, Paoline Audiovisivi
- “Filastrocche per giocare”, Paoline Audiovisivi
- “Dizionario inglese-italiano, italiano-inglese”, De Agostini
- “The storm dragon”, Lang Edizioni
- Collana “Mini-Mini”, R. Paciotti, De Agostini
- Collana “Colora i mestieri”, De Agostini
- “Casa Serena”, agenda Cariplo
- “Le fantastiche macchine di Leonardo da Vinci”, Museo della Scienza e della Tecnologia, Skira

## Fonti
- Edizioni San Paolo[1]
- Ricordando Gianni Rodari - Comune di Busto Arsizio[18]
- Paoline Editoriale Libri[19]
- Pubblicazioni disponibili in Google Books[20]
- Dea Store Libri di Paola Formica[21]
- Illustrazione su Corriere salute del Corriere della Sera[22]